# Congreso Eucarístico Internacional de 1934
El XXXII Congreso Eucarístico Internacional de 1934 se realizó en Buenos Aires, Argentina entre el 9 y el 14 de octubre de 1934 con la presencia de Eugenio Pacelli, futuro Papa Pío XII. Fue el primero en celebrarse en América Latina y el tercero en América después de los realizados en Montreal y Chicago.
Por la magnitud de las multitudes que asistieron a los actos públicos, nunca antes vistas, fue el hecho de masas más importante del país hasta esa fecha y, para algunos historiadores, la movilización más grande que se haya producido en la Argentina hasta la fecha (2014)..

## Antecedentes

### Los Congresos Eucarísticos
El Congreso Eucarístico Internacional es una asamblea de la Iglesia católica que, convocada por el Papa, se reúne durante unos días en una ciudad determinada por la Santa Sede, para dar culto a la Eucaristía y orientar la misión de la Iglesia Católica en el mundo. Reúne a obispos, sacerdotes, religiosas, religiosos y fieles laicos presididos por el mismo Papa o por un delegado nombrado ad hoc.
El primer Congreso Eucarístico Internacional se celebró en la ciudad francesa de Lille en 1881. Pese a que en un principio se organizó un congreso cada año, no existe un calendario que fije su periodicidad. En los últimos años se han venido celebrando con un promedio de cada tres o cuatro años, y siempre en una ciudad diferente. Hasta la actualidad se han celebrado cincuenta congresos: el último, denominado Solemnidad del Cuerpo y la Sangre del Señor, tuvo lugar en Dublín en el año 2012, su tema fue La Eucaristía: Comunión con Cristo y entre nosotros. El año 2012 marcó el 50.° aniversario de la apertura del Concilio Vaticano Segundo, y la elección del tema está unida con el Concilio, especialmente con Lumen Gentium n.º 7. El próximo se realizará en 2016 en la ciudad de Cebú, Filipinas.

### Antecedentes en Argentina
En 1916 se había realizado en Buenos Aires el Primer Congreso Eucarístico Nacional. En 1929 multitudes de personas desfilaron en celebración a Don Bosco desde Plaza de Mayo hasta el templo salesiano de San Carlos en Almagro donde la cabeza de la procesión fue recibida por el presidente Hipólito Yrigoyen.
Desde antes el arzobispo Mariano Antonio Espinosa había propiciado ante el Papa la realización de un Congreso Eucarístico en fecha cercana al Centenario para producir un hecho religioso de envergadura en contraposición con el tono liberal y laicista que había en el país desde que en la década del ochenta se habían aprobado las llamadas leyes laicas. Espinosa falleció en 1923 y en 1932 el arzobispo fray José María Bottaro recibió la autorización de Roma.

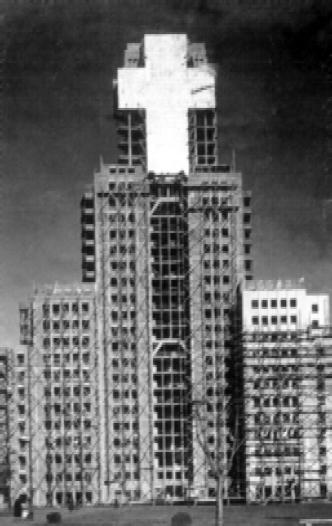
Cruz en homenaje al Congreso sobre el Edificio Kavanagh en construcción

### Los días previos al Congreso
El 2 de octubre de 1934 con la presencia del presidente Agustín Pedro Justo se inauguró la muestra de Arte Religioso Retrospectivo que dirigió Enrique Udaondo, director del Museo Histórico de Luján. El 8 de octubre prestaron el juramento constitucional los nuevos arzobispos de Santa Fe, San Juan, La Plata y Córdoba y en Buenos Aires fueron inauguradas por el arzobispo Santiago Luis Copello las nuevas iglesias de Santiago Apóstol, Corpus Domine, Santísima Cruz y San Juan Bautista..
Se pusieron en escena algunos espectáculos vinculados al acontecimiento que iba a suceder: el estreno de Roma, obra teatral de Enrique Larreta, no muy bien recibida por la crítica y la puesta de la ópera Cecilia, dirigida en el Teatro Colón por su autor monseñor Licinio Refice, especialmente llegado al efecto desde Italia; cantarán la soprano Claudia Muzio y el tenor Koloman von Pataky y se utilizaron los mismos decorados que en Roma.
En Rosario hubo diversos actos organizados por el movimiento anarquista a favor del laicismo y contra el Congreso Eucarístico Internacional, entre cuyos oradores estuvo Juan Lazarte
El mismo día que el mártir Héctor Valdivielso Sáez, el primer santo argentino, entregó su vida el 9 de octubre, comenzó el Congreso Eucarístico Internacional de 1934 que marcó un renacimiento del catolicismo argentino, un hito a partir del cual se inició una vida nueva de la Iglesia en la Argentina, aumentaron las diócesis, crecieron las vocaciones, se construyeron nuevas parroquias, y el laicado cobró conciencia de su importancia en la Iglesia.

## Realización

### Los lugares
En el barrio de Palermo a la altura del Monumento de los españoles, en la intersección de las actuales Avenida del Libertador y avenida General Sarmiento se levantó una inmensa cruz de 35 metros de altura que cubría el monumento –y sus desnudos-  y allí se realizaron los actos centrales. También hubo procesiones en la Plaza de Mayo, en la Plaza del Congreso y otras que partían de la Iglesia del Pilar en barrio de la Recoleta hacia Palermo..
Por otra parte, muchas casas tenían en sus puertas el escudo del Congreso Eucarístico, una chapa triangular con los colores argentinos y pontificios y símbolos heráldicos tomados sobre el tradicional blasón de Buenos Aires y desde días antes gran cantidad de banderas con los colores argentinos alternando con los papales lucían en la ciudad. Se aprovechó el frente del Edificio Kavanagh, todavía en construcción, para colocarle en su parte superior una cruz blanca de varios pisos de altura en adhesión al Congreso Eucarístico.

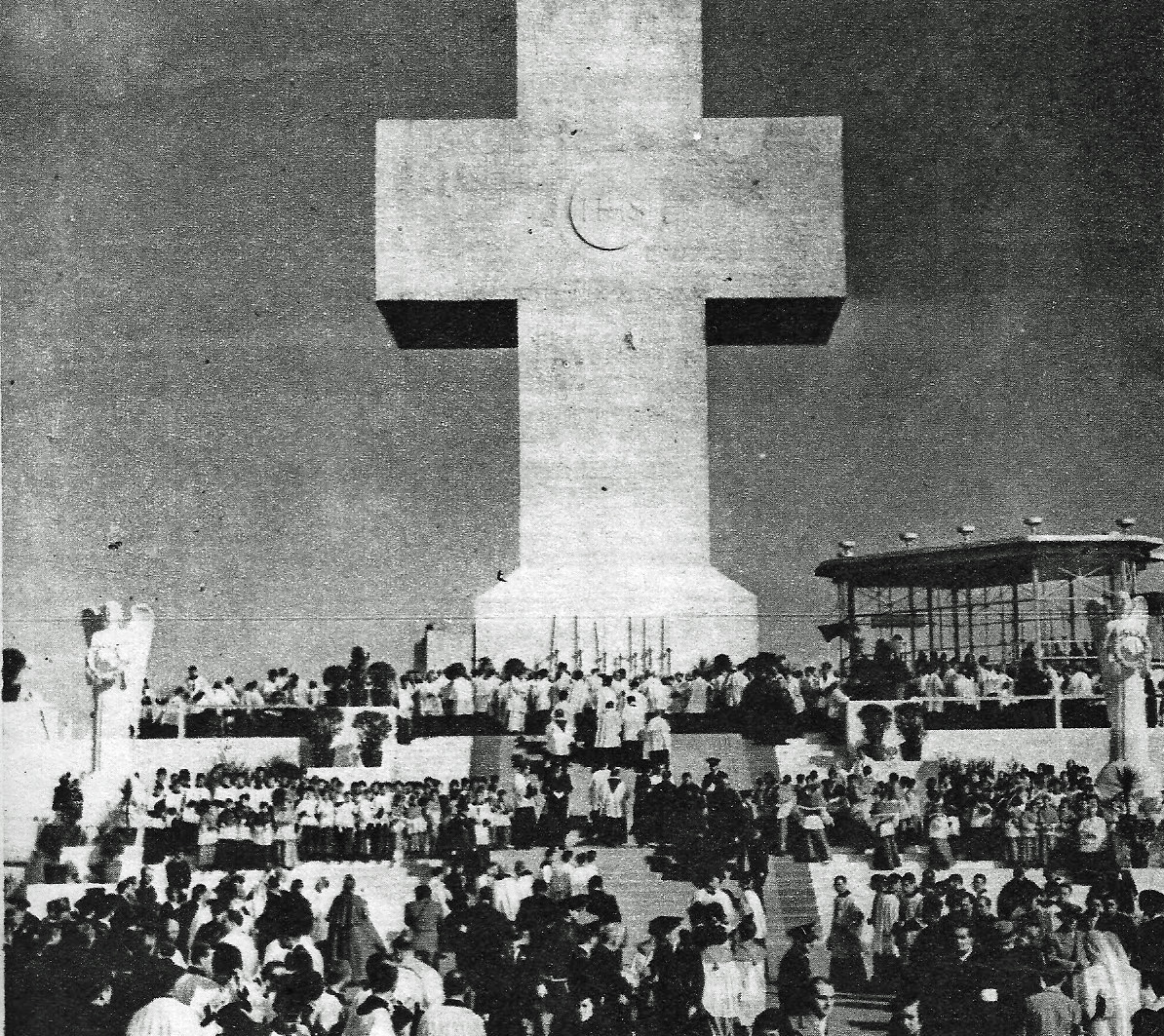
Vista del público reunido en el acto junto al Monumento a los Españoles

### El público
El arribo de los ilustres visitantes o las ceremonias de gala realizadas en el Teatro Colón atraían cantidad de personas a las cercanías. Muchos peregrinos del interior del país y de países vecinos aprovecharon la ocasión para conocer Buenos Aires y algunos de sus lugares turísticos, como el Delta del Paraná, Luján y La Plata. Las instalaciones hoteleras, locales de comida y medios de transporte se vieron colmados y muchos visitantes fueron alojados en casas de familia la Comisión de Alojamiento, incluyendo personalidades como el Patriarca de Lisboa Manuel González Cerejeira que habitó el Palacio Anchorena, que dos años después el gobierno adquiriera para sede de la Cancillería y el arzobispo de París cardenal Jean Verdier que vivió en la casa de María “Elisa” Alvear de Bosch (1867-1957) ubicada en la intersección de las calles Montevideo y Quintana..
Además de quienes viajaban al evento en el mismo barco que el enviado papal, también vinieron peregrinos por distintos medios de transporte. Así el Southern Prince venía de San Francisco incluyendo en el pasaje a los arzobispos de San Luis, John J. Glennon, de San Francisco, Juan Mitty, el Southern Cross incluía al arzobispo de Puebla Pedro de Vera y Zuría y al auxiliar de Guadalajara, el Malolo traía 70 peregrinos desde Nueva York, el Madrid transportaba entre el pasaje al arzobispo de Toledo y primado de España, Isidro Goma y Tomas, el Cabo San Agustín traía al obispo de Madrid y Alcalá, Leopoldo Eijo y Garay, el Flandria traía prelados holandeses y en el Oceanía viajaban peregrinos polacos, austríacos, checoslovacos, italianos, yugoslavos y húngaros. Había trenes y vapores especiales desde Uruguay y Chile..
El número de participantes en los actos públicos no se conoce con precisión, pero se estimó que en las celebraciones del 12 de octubre y del domingo 14, la concurrencia superó el millón de personas, una cifra altísima dada la población de ocho millones de habitantes que había en ese momento en todo el país. Llamó la atención de los observadores el orden que hubo en la semana del Congreso, sin incidentes significativos ni agresiones de anarquistas y librepensadores. Antes de esa fecha el presidente Justo obtuvo en una reunión discreta con dirigentes socialistas, anarquistas y de la masonería el compromiso de no interferir.
Había en el público mujeres con mantilla; los hombres, de saco, corbata y sombrero; militares, con sus uniformes de gala; cardenales, con sus capelos; niñas de comunión, vestidas de blanco; niños, con sus trajecitos y el moño, en el brazo.
Vendedores ambulantes de estampitas, rosarios, sellos postales y prendedores conmemorativos se hicieron presentes en los actos. En el predio de la Sociedad Rural ubicado a pocos metros de la Cruz de Palermo donde se desarrollaba el Congreso, se podía almorzar por $ 1,50.
En los actos el padre Dionisio Napal, vicario de la Armada Argentina actuó de locutor oficial a través de los parlantes y las multitudes coreaban el cántico “Dios de los corazones, sublime redentor, domina a las naciones, enséñales tu amor” y las consignas “Lenin o Jesús” y “Cristo vence”.

### Aportes al financiamiento
Aportes de particulares y anuncios de los productos Cervezas Bieckert, Cigarrillos Chesterfiled, Bizcochos Canale, YPF, Shell y Texaco contribuyeron al financiamiento y se dice que Adelia María Harilaos de Olmos vendió una de sus estancias para contribuir a los gastos.

### Repercusión en los medios
Los diarios y revistas editaron números especiales, La Nación contaba con Eduardo Mallea como enviado especial que enviaba sus crónicas desde el Conte Grande donde viajaba junto con la comitiva papal y se rodó el documental de largo metraje Congreso Eucarístico sobre el Congreso, que se estrenó el 26 de noviembre de 1935 en el Teatro Colón de Buenos Aires.

## El cardenal Pacelli
El papa Pío XI envió como su representante personal al cardenal Eugenio Pacelli, secretario de Estado de la Santa Sede que en 1939 tomó el nombre de Pío XII al ser nombrado papa, y era la primera vez hasta entonces que un funcionario de ese rango era enviado a un congreso internacional. Pacelli viajó a bordo del Conte Grande, uno de los buques de pasajeros más lujosos de la época y, al igual que los integrantes de su comitiva, aprovecharon el tiempo de viaje para aprender castellano. En el mismo buque también viajaban Ernesto Ruffini, que en 1946 fue nombrado cardenal y en 1950 concurrió como enviado del papa al V Congreso Eucarístico Nacional, celebrado en Rosario y el príncipe Jorge de Wittelsbach, de Baviera (1880-1943), el nieto favorito del Emperador Francisco José I de Austria-Hungría, quien luego de casarse en 1912 huyó durante su luna de miel; luchó en el ejército durante la Primera Guerra Mundial, lo dejó en 1919 para estudiar teología, fue ordenado sacerdote en 1921 y, posteriormente, canónigo secular en la Basílica de San Pedro en Roma..

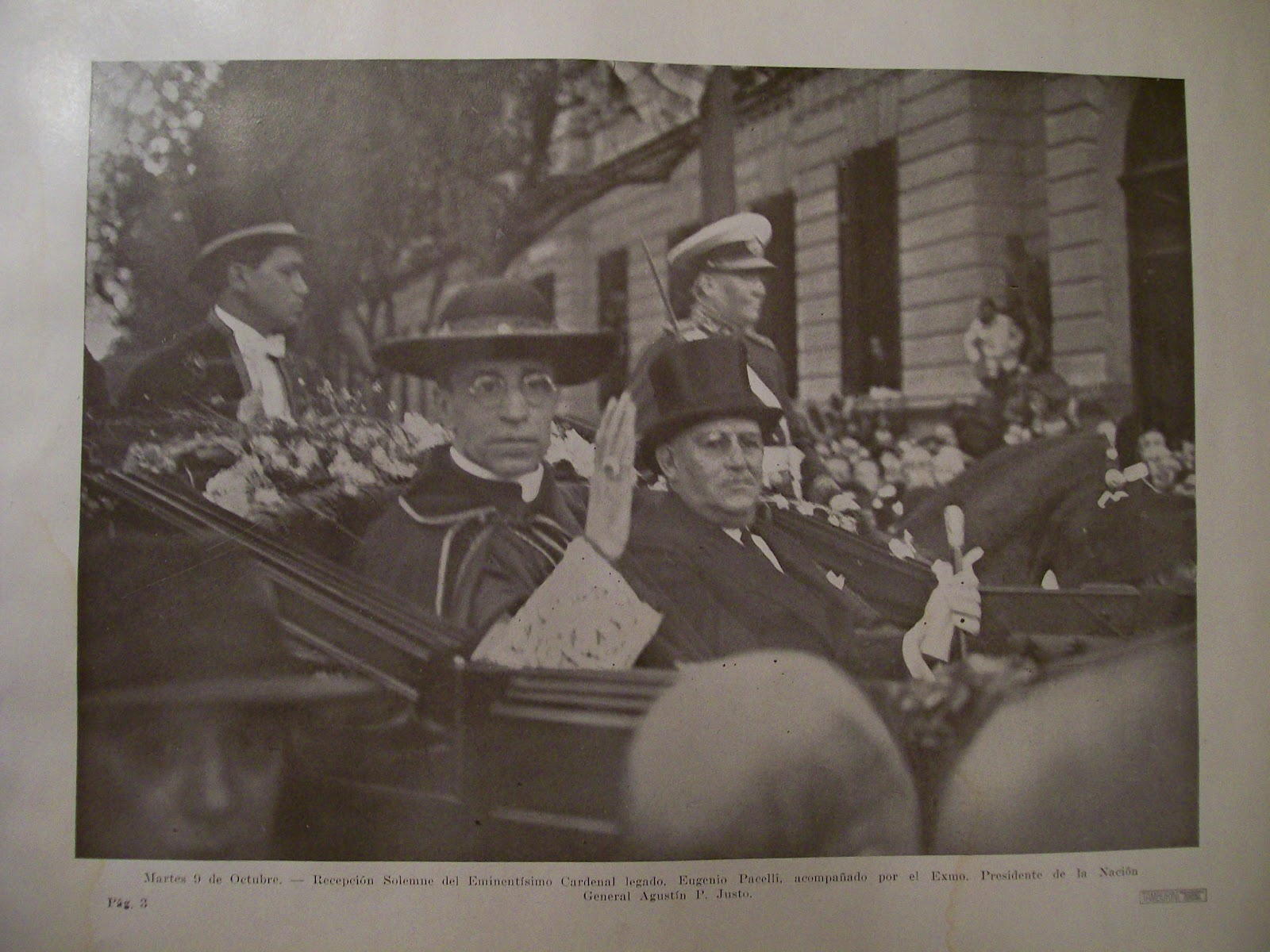
Eugenio Pacelli junto al presidente argentino Agustín Pedro Justo.

El Conte Grande, escoltado por seis buques de la Armada Argentina, llegó el 9 de octubre de 1934 a las 3 y media de la tarde y fue recibido en el muelle de la Dársena Norte del puerto por las más altas autoridades religiosas y políticas encabezadas por el presidente Justo además de numeroso público. El arribo fue narrado por el locutor del Congreso Eucarístico monseñor Dionisio Napal y transmitido por radiofonía a Estados Unidos y Europa.
Se alojó durante toda su estadía en el Palacio Fernández Anchorena, un palacio de 5000 m² ubicado en la Avenida Alvear 1605 (esquina Montevideo), en la ciudad de Buenos Aires, propiedad de Adelia María Harilaos de Olmos (1865-1949) que al morir dejó como legado por testamento para residencia del nuncio apostólico y que es actualmente sede de la nunciatura de la Santa Sede.
Adelia Olmos:

"...fue la figura social y religiosa más importante de principios de siglo pasado, por el caudal de su fortuna, por la importancia de su poder en los círculos relacionados con la Iglesia, y por la fastuosidad de la vida que llevó. Dentro de su obra benéfica figuran barrios para obreros, colegios, iglesias, asilos, hospitales, lo que habla de la magnitud de su legado social que tal vez no tiene parangón a nivel nacional".

Fue vicepresidente de la Comisión Ejecutiva del Congreso al igual que María de los Remedios Unzué de Alvear(1862-1950) y también colaboró María Mercedes Castellanos de Anchorena, por lo cual recibieron del Papa el título honorífico de marquesas pontificias..
Las habitaciones de monseñor Pacelli daban al jardín del fondo, la dueña de casa encargó juegos de sábanas de hilo con el escudo del cardenal y toallones de baño amarillos y blanco, los colores del Papa. La cama que utilizó se encuentra actualmente en el Museo de Luján.

## Desarrollo

### Actos centrales
El gobierno dispuso feriado a partir del miércoles 10 de octubre y ese día se realizó la apertura del Congreso en el escenario de la Cruz de Palermo con la lectura de una bula papal y la manifestación de que Argentina fue consagrada al Corazón de Jesús. El jueves 11 se declaró Día de los Niños y a la mañana en el lugar miles de ellos tomaron la primera comunión. Se montaron allí cuatro altares donde otros tantos cardenales celebraron la misa. A la tarde se celebró la primera asamblea, en la que habló monseñor Pedro Farfán, obispo de Lima. Luego vino “La noche de los hombres”, en la que cien mil o doscientos mil hombres, según las fuentes, marcharon con antorchas desde la Plaza Congreso hasta Plaza de Mayo, en la que hubo una misa de comunión general celebrada por cuatro obispos.
El viernes 12 de octubre, conmemorado en ese momento en Argentina como Día de la Raza en recuerdo del arribo de Cristóbal Colóna América en 1492 se celebró a la tarde la segunda asamblea, en la que habló el obispo de Madrid-Alcalá, Leopoldo Eijo y Garay sobre “Cristo Rey en la vida católica moderna”. A la noche hubo ceremonia de gala en el Teatro Colón con asistencia del presidente Justo y del cardenal Pacelli, en la que habló Gustavo Martínez Zuviría, escritor más conocido como Hugo Wast y futuro funcionario de la dictadura de 1943..
El sábado 13 estuvo dedicado a la Virgen de Luján, patrona del Congreso y en Palermo alrededor de siete mil soldados recibieron la comunión. A la tarde fue la tercera y última asamblea del Congreso, en la que habló monseñor Nicolás Fasolino, obispo de Santa Fe. Sobre “Cristo hoy en la historia de América Latina y especialmente en la República Argentina”.
El domingo 14 fue designado “Día del triunfo eucarístico mundial” y alrededor de un millón de personas concurrieron al escenario de la Cruz de Palermo. Durante seis minutos a las 11:44 minutos, los asistentes escuchan en absoluto silencio la voz de Pío XI impartiendo desde Roma la bendición a todos los presentes e invoca en latín a la Virgen de Luján y a los mártires jesuitas del Paraguay, Roque González, Alfonso Rodríguez y Juan del Castillo.. A la tarde el legado papal en un templete móvil recorre a paso de hombre el camino alfombrado de flores desde la Iglesia del Pilar hasta la Cruz de Palermo; va en actitud mística adorando al Santísimo en la custodia, rodeado por todos los prelados asistentes y seguido por una procesión que supera el millón y medio de personas.. En el monumento el presidente Justo recita una oración y Pacelli bendice a la multitud con la custodia y pronuncia un discurso. Después, con el Himno oficial del Congreso y el Himno Nacional Argentino. se da por concluido el Congreso Eucarístico Mundial. Al día siguiente una larga caravana de autos acompañó a Pacelli desde avenida Alvear hasta el puerto donde abordó el buque de regreso a su país.

### Actividades paralelas
Grupos de hombres y mujeres se reunían para escuchar pláticas sobre temas vinculados con la Eucaristía. Las comunidades extranjeras lo hacían en diferentes iglesias: los croatas en San Roque, los paraguayos en la Inmaculada Concepción, los maronitas de rito oriental en Montserrat, los estadounidenses en el Santísimo, los alemanes en Guadalupe, lo japoneses en San Ildefonso, los holandeses en Las Victorias, los uruguayos en San Miguel..
La Basílica Santuario de Santa Rosa de Lima  fue inaugurado el 12 de octubre de 1934 , aprovechando que realizaba el Congreso.

## Comentarios
El dato social más significativo del Congreso fue la novedosa presencia durante una semana de un verdadero aluvión de hombres, mujeres y niños provenientes de los lugares más remotos del país y de todas las clases sociales en las calles de Buenos Aires. Entre esas manifestaciones, se destaca la procesión de hombres del 11 de octubre con la cual los organizadores apuntaron a desmentir la creencia generalizada en la Argentina de entonces que la fe era practicada por las mujeres, mientras que los hombres se desentendían de ella. Para algunos historiadores el Congreso Eucarístico fue la revancha de la Argentina católica contra la Argentina liberal de 1880 y marcó el punto de agonía de esta y el nacimiento de una Argentina nacionalista y católica.
En otro orden, para algunos, lo sucedido fue una consecuencia de las concesiones que el régimen conservador del presidente Agustín Justo hizo a la Iglesia católica a cambio de respaldo social y político y, para otros, el Congreso fue el anticipo de la Argentina peronista de la década de 1940.
Los historiadores Zanatta y Di Stéfano opinan que en 1934 la Iglesia católica despertó de un letargo iniciado en 1880, pero otros señalan que no hubo tal letargo porque en ese período se multiplicaron las parroquias y nacieron instituciones, diarios y revistas que mantuvieron viva la fe, como la Acción Católica Argentina, la revista Criterio, el diario El Pueblo, los  Cursos de Cultura Católica y los Círculos Católicos de Obreros.
Según Rogelio Alaniz la masividad del Congreso Eucarístico no fue un fenómeno accidental sino la consecuencia de un proceso de larga data en una Argentina cuya religiosidad era más importante de lo que se registraba en la superficie. El Congreso fue el hecho religioso, social y, de alguna manera, político, más importante de la década. Si bien es exagerado afirmar que la Argentina liberal terminó en esos días, puede decirse que el Congreso marcó un cambio de paradigma ideológico en la Argentina y desde entonces la Iglesia católica fue un actor insoslayable de la vida nacional.
Pertenece a la década de 1930 el mito de la Argentina católica y el ser nacional. En esa época la Iglesia consideraba que sus enemigos eran el liberalismo y el comunismo y que algunas de sus nefastas manifestaciones eran la separación de la Iglesia del Estado, el divorcio y la ausencia de enseñanza religiosa en las escuelas. El fascismo y el naciente nazismo no eran objetados por la generalidad de los intelectuales católicos, algunos de los cuales ponían como modelo la dictadura de Primo de Rivera o el gobierno de Benito Mussolini. Alentaban el desarrollo de las asociaciones intermedias, descreían de la democracia de masas.